# Дефиниция
Дефиницията (лат. definitio – предел, граница) или още определението (не в езиковедски смисъл, а в по-общ смисъл) е логическа процедура на придаване на строго фиксиран смисъл на езиков термин.
Терминът под който се провежда логическата процедура се нарича дефидент.